# F1GPニュース
『F1 GPニュース』（えふわんぐらんぷりニュース）は、2005年4月からフジテレビワンツーネクストで放送されているF1情報番組である。

## 番組概要
前身番組は『モータースポーツパラダイス』。2011年まではフジテレビ721→フジテレビTWOで放送されていたが、2012年よりフジテレビNEXTに移行した（2015年まで再放送はフジテレビONEでも行われていた）。
2023年現在の放送時間は、レース開催週の金曜日（レースが2週連続で開催された時は、2戦目開催週の金曜日）の21：00–22：00（1時間）、2週連続開催時は30分延長。生放送で、毎放送ごとに2回程度のリピート放送がされる。2010年までは放送時間が1時間50分、2011年から2015年までは1時間30分であった。
番組出演者である川井一仁はかつて地上波で放送していた「F1ポールポジション」の名前を復活させたがっていたが、CS放送の番組フォーマット（「○○ニュース」）の統一化のために「F1GPニュース」となった。

## 現在の出演者
- 川井一仁（解説）
- 米家峰起（解説）
- 山本雅史（解説）
- 塩原恒夫（フリーアナウンサー）
- 堀池亮介（フジテレビアナウンサー）
- 青嶋達也（フジテレビアナウンサー）

この他、F1関係者などがゲスト出演することもある。

## 過去の出演者
- 大林素子（2005年 - 2011年）
- 今宮純
- 小倉茂徳

## 番組構成の変遷
2010年までは放送時間が1時間50分あったため、前回レースの振り返りの後、GP2やフォーミュラ・ニッポンなどF1以外のカテゴリーをVTRで振り返っていた（F1が2週連続開催された時はなし）。かつては予選と決勝の間にGP2のダイジェストが放送されていた。
※オフシーズンの12月は、冬季テストや各チームの来季に向けての動きなどの情報を中心とした内容となる。
2012年まで再放送が日曜日にあったので、無料放送日にも見られた。その後日曜放送は無くなったが、フジテレビNEXTオンリー後では2016年モナコGP,2018年アメリカ･メキシコGPが無料放送日に重なった。
2015年までは一律1時間30分で放送されていた。
2016年からは1戦1時間・2週連続開催1時間30分・特別編(後半戦スペシャル等)2時間へと変更された。
2021年から2022年まではフジテレビONEにて入門者向けの『F1 GPニュース+ONE』が放送されていた。
2022年から日曜日の予選・決勝・GPニュースの再放送が復活(以前は不定期であった)して無料放送日にも対応された。

## 特別編成
開幕前やサマーブレイク明けには、解説者（川井一仁・森脇基恭・津川哲夫・浜島裕英・米家峰起・山本雅史）による各チームの予想・分析をする『開幕直前スペシャル』『後半戦予想スペシャル』が放送される。
また、日本グランプリ開催期間中は現地に特設スタジオを設け、木曜日から土曜日までの19:30ごろ・日曜日の決勝前に生放送を行う。